# Natatolana nitida
Natatolana nitida is een pissebed uit de familie Cirolanidae. De wetenschappelijke naam van de soort is voor het eerst geldig gepubliceerd in 1952 door Hale.